# Komatsu Hitoshi
Komatsu Hitoshi (japanisch 小松 均; geb. 19. Januar 1901 in der Präfektur Yamagata; gest. 23. August 1989) war ein japanischer Maler der Nihonga-Richtung während der Shōwa-Zeit.

## Leben und Werk
Komatsu Hitoshi ging 1920 nach Tokio, um Maler zu werden. Während er an der Kawabata-Kunstschule (川端画学校, Kawabata gagakkō) studierte, trug er Zeitungen aus, um sich seinen Lebensunterhalt zu verdienen. Unter dem Einfluss seines Mitstudenten Fujii Shigeki integrierte er fauvistische Elemente in seine Nihonga-Malerei. Seinen ersten Preis gewann er 1923 auf der Ausstellung der Chūō Bijutsu (中央美術), gefolgt von einem Preis im darauffolgenden Jahr auf der 4. Ausstellung der „Nationalen kreativen Vereinigung“ (国画創作協会, Kokuga sōsaku kyōkai) für sein Bild „Dorfbewohner bei einem Begräbnis im Spätherbst“ (晩秋の野に死骸を送る村人たち, Banshū no no ni shigai o okuru murabito-tachi). 1925 zog er nach Kyoto um und wurde Schüler von Tsuchida Bakusen. Es war auch die Zeit, als er sich für die Strichzeichnungen seines Freundes Fujita Nobumasa im Kyōto-Büro der Zeitung Asahi zu interessieren begann.
1926 gewann Komatsu den Preis der „Nationalen kreativen Vereinigung“ und stellte dann auch weiterhin dort aus. Auf der 11. Teiten-Ausstellung gewann er eine hohe Auszeichnung, stellte daneben auch auf der Inten aus. 1934 gründete er mit Yoshioka Kenji, Fukuda Toyoshirō, Iwahashi Eien und anderen die „Studiengesellschaft für neues Nihonga“ (新日本画研究会, Shin nihonga kenkyūkai).
Komatsu unterstützte zwar die Gründung weiterer Künstlervereinigungen, wie Bokujin-kai, Sanju-sha und Sanan-kai, stellte aber nach dem Pazifikkrieg nur auf der Inten aus. 1946 gewann er den Preis des Nihon Bijutsuin und wurde dort als Mitglied aufgenommen. 1965 erhielt er den Großen Preis des Kultusministers, 1975 den Förderpreis des Kultusministers (藝術選奨文部大臣賞, Geijutsu senshō mombu daijin shō) und 1986 wurde er zur Person mit besonderen kulturellen Verdiensten.
Anfangs zeigten Komatsus Werke den Aufbau und die Farbigkeit seines Lehrers Tsuchida, später gestaltete er seine Bilder fast abstrakt, nahezu nur in Grau. Repräsentative Werke sind der zweiteilige Stellschirm „Welse“ (鯰, Namazu) und die „Mogami-Fluss-Serie“ (最上川連作, Mogami-gawa rensaku), vier Bilder auf zwei großen Stellschirmen, im Nationalmuseum für moderne Kunst Kyōto.
Komatsus Atelier, am Nordostrand von Kioto im Grünen gelegen, wurde zu einem Gedenkmuseum umgewandelt.